# 古代火星文明
古代火星文明（こだいかせいぶんめい）とは、人類が誕生するよりも遥か昔に火星に存在したとされる架空の文明。SF小説や漫画・アニメなどで題材にされる。

## 『機動戦艦ナデシコ』の古代火星文明
アニメ『機動戦艦ナデシコ』に登場するこの文明の科学力は人類を遥かに凌駕するものであり、なぜ遺跡だけを残し、文明の担い手であるはずの生命体が現在の火星に存在しないかは不明。この文明と同レベルの遺跡が木星にも存在するが関連性は不明である。
テレビ版と劇場版の空白期間を描くセガサターン用ゲーム『機動戦艦ナデシコ The blank of 3years』のシナリオの一つ「虚空の『遺産』」編（シナリオはテレビシリーズのSF設定だった堺三保が担当）では火星文明の謎が解明されるが、このシナリオは劇場版にはつながらないパラレルストーリーとなっている（堺三保のホームページで公開されているゲームシナリオ→）。

### 代表的なテクノロジー
グラビティブラスト
別名、重力波砲。相転移エンジンから得られる膨大なエネルギーを、艦内の人工重力や艦の推進力の元となっている重力制御装置に投入、強力な重力波を収束させて放射する兵器。
周囲の空間をねじ曲げながら進むため、相手側から飛んでくるビームやミサイルなどをぐんぐん逸らしてしまうが、自身はソリトンなので影響をほとんど受けずに直進する。
重力波自体は目に見えないが、非常に振動数の多い重力波なので、宇宙空間を漂う水素原子などの粒子を励起させて軌跡が発光する。
グラビティブラストによる攻撃を防ぐためには、同じ古代火星文明のテクノロジーであるディストーションフィールドを展開する以外にないとされる。ディストーションフィールドを展開せずに生き残った機体は作品中に存在しない。
ディストーションフィールド
正しくはスペース・タイム・ディストーション・フィールド（時空歪曲場）。相転移エンジンから得られる膨大なエネルギーを用いて、自艦の周囲の空間を歪ませ、敵の攻撃を逸らしてしまう一種のバリアである。グラビティブラストやビームなどの光学兵器に対して特に有効であり、ミサイルや銃弾などの実弾兵器、またはレールガン等の質量兵器に対しては相対的に効果が薄い。
作中では薄い膜のような描写をされており、内部と外部を遮断して閉じ込めるといった使い方も可能。しかし、内部に入り込まれると全くの無防備である。空間を歪めるという性質上、基地などで展開すると施設を破壊してしまう側面がある。
また、防御手段として用いるだけでなく、攻撃に応用することも可能で劇中ではエステバリスがディストーションフィールドを展開して敵に突撃するなどの描写が見られた。フィールドランサーやジンタイプの腕部など、一時的に無効化する兵器も存在する。
ディストーションフィールドなしでグラビティブラストに耐えるのは非常に難しく、木連との戦いにおいては必須の装備となった。ストーリー初頭では、あらゆる古代火星文明のテクノロジーを、民間企業であるネルガル重工が独占していたため、ビーム兵器が主力の連合宇宙軍は木連のディストーションフィールドに苦戦を強いられていた。
『ゲキ・ガンガー3』でもアカラ王子がゲキ・ガンガー3世界のアニメとして放送されていたナデシコ本編を地球人研究の一環で見た際にディストーションフィールドを展開して敵に突撃するシーンを見て、攻防一体に使える有能性から自らの専用ロボットに取り入れて使用している。ナデシコ本編と異なり、実剣を使ったゲキ・ガンガー3初期の必殺技「ゲキガンソード・熱血斬り」を破っている。また、国分寺研究所所長の国分寺博士もこのシーンを見て、ゲキ・ガンガー3最強の必殺技「ゲキガンフレア」を思いついている。
ディストーションブロック
艦内の空間をディストーションフィールドで包み込み、被害を最小限に抑えるディストーションフィールドの応用。実体が無いので艦内に大工事を行うことなく設置、かつ瞬時に発生させることができる上、並の隔壁よりも強度が高い。発案者並びに制作者はウリバタケセイヤ。
ボソンジャンプ
一種の瞬間移動のようなもの。ただし「瞬間」ではなく、移動前と後では時間差が生じる。時間と空間の移動でもある。通常生身の人間がジャンプしようとすると遺跡が思考を翻訳できず失敗するが、火星のナノマシンの影響を受けた人間や遺伝子的な調整を受けた人間なら遺跡への正確なイメージ転送がなされ、ジャンプが可能である。高出力のディストーションフィールド下であれば、生身の人間にも耐えられる。木連の人々は「跳躍」と呼んでいる。
ジャンプにはチューリップやチューリップクリスタル（CC）と同じ組成の物体を必要とする。ジャンプ能力に最も優れる人物はA級ジャンパーと呼ばれ、チューリップクリスタルを使用しての単独の長距離ジャンプも可能である。A級ジャンパーはジャンプする者の目的地のイメージを遺跡に伝達するためのサポートもする。木連優人部隊を始めとする、後天的な遺伝子調整をした者では短距離のジャンプしか出来ない。ジャンプの前後には、ジャンプアウト地点付近においてボース粒子(ボソン)の増減が確認される。
電磁波には、時間を順行する「遅延波」の他、時間を逆行する「先進波」の存在が理論的には導かれる。先進波は通常、打ち消されてしまうため現れないものとされている。ボソンジャンプでは、この遅延波が打ち消されない物質（レトロスペクト）が過去へ行き、さらに火星極冠遺跡の演算器によって未来（現在）に送られる。なおこの中でのレトロスペクトはA級ジャンパー（B級ジャンパー）の肉体となる。
ボソンジャンプによる時間移動は、異なる可能性の並行世界に移動するものではないため、いわゆるタイムトラベルによるパラドックスが生じる。『機動戦艦ナデシコ The blank of 3years』では木連兵士が極めて近い過去に飛び、現れたジャンプ後の自分に驚き実行中のジャンプを中断、その結果自分が現れなくなるから驚くこと無くジャンプをしようとする、現れたジャンプ後の自分に驚きジャンプを中断して…というパラドックスに囚われ、後の時間軸から消えてしまう事故が起きている。
演算ユニット
火星極冠の遺跡にあるボソンジャンプの演算ユニット。すべてのボソンジャンプの処理をしている。蜥蜴戦争末期では激しい争奪戦となった。ナデシコが確保し、ステルス性能を発揮させた戦艦ごと放逐したためにどちらの陣営も手に入れることが出来なくなり、後の和平にも繋がった。なお、遺跡になくとも演算ユニットは稼動するのでボソンジャンプ自体は出来る。
元々人類の技術ではないために火星生まれのA級ジャンパー以外は思うようにジャンプ先のイメージを伝達できなかったが、『機動戦艦ナデシコ -The prince of darkness-』では火星の後継者が確保し、ミスマル・ユリカを翻訳機として演算ユニットと融合させることで非A級ジャンパーでも自由にジャンプできるようにした。
チューリップ
チューリップクリスタル
チューリップや極冠遺跡と同じ組成の物質を人工的に作り出した物。人工物であるためか一度使うとなくなってしまう。展開されるボソンフィールドの規模によって必要となる数も変わる。
相転移エンジン
周囲の空間をよりエネルギーの低い状態へと相転移させることにより、その差分のエネルギーを取り出すエンジン。結果的に空間から直接膨大なエネルギーを取り出すことが可能。艦全体の重力制御やグラビティブラストが使えるのもこのエンジンのおかげ。

## 『コブラ』の古代火星文明
漫画『コブラ』、およびそれを原作とするアニメ『スペースコブラ』に登場する古代火星文明は優れた科学を持ち、コブラの時代の文明（30世紀と見られる）にも大きく影響を与えているとされる超文明。人口増加を抑制するために女性の額にルビーをつけ産児制限を行なう、生きている金属「ライブ・メタル」製のアンドロイドやガイノイドを生み出すといった科学力を持っていた伝えられる。その姿はイースター島のモアイに似る。
他にも進化する最終兵器や、人工的にビッグバンを引き起こし新たな宇宙を生み出す「宇宙の卵」などが存在する。